# Micromodels
Micromodels est le nom générique d'une série de modèles en carton miniatures qui furent publiés au Royaume-Uni de 1940 à 1956.
Le concept a été créé par Geoffrey Heighway en 1940 pendant la Seconde Guerre mondiale pour trouver un dérivatif créatif aux souffrances des villes britanniques bombardées. Le principe était de proposer de toutes petites maquettes en carton à découper et à monter et ne tenant que très peu de place aussi bien non découpées que montées.
Les modèles prêts à découper et coller se présentaient sur des cartes de 9x13cm imprimées en couleurs et étaient vendus très bon marché. Un modèle tenait généralement sur 3 ou 4 feuilles. Le slogan était "Your Workshop in a Cigar box" (votre atelier dans une boîte à cigares).
La première série de modèles éditée par Modelcraft Ltd s'intitulait "Romance of Sail" et représentait six voiliers célèbres. Les modèles terminés mesuraient moins de 10 cm de long tout en étant de vrais maquettes à l'échelle. Ils eurent un énorme succès. La série fut suivie par celle des croiseurs britanniques, puis par les tanks et les avions militaires.
En 1947, Heighway lui-même créa son entreprise Micromodels Ltd. et les séries de locomotives apparurent. En 1948, ce sont des bâtiments britanniques comme le cottage d'Anne Hathaway, qui entamèrent une longue série.
En 1956, à la mort de leur créateur, les Micromodels comportaient une centaine de modèles et étaient devenus très populaires. Ils furent alors rachetés par un américain qui en fit la promotion jusqu'en 1960.
Ils ont maintenant cessé d'être commercialisés mais il en existe certainement un stock important car il n'est pas rare d'en trouver sur les brocantes, surtout britanniques. De plus plusieurs amateurs se sont lancés dans la réédition de ces modèles ou même dans la réalisation de nouveaux modèles de ce type.